# Frýdlant nad Ostravicí
Frýdlant nad Ostravicí település Csehországban, a Frýdek-místeki járásban. Frýdlant nad Ostravicí Janovice, Ostravice, Pržno, Malenovice, Pstruží, Metylovice és Krásná településekkel határos. Lakosainak száma 9923 fő (2024. január 1.).

## Népesség
A település lakosságának változását az alábbi diagram mutatja:
| Lakosok száma | 3758 | 4091 | 4668 | 5677 | 9229 | 9791 | 9895 | 9964 | 9796 | 9923 |
|               | 1869 | 1890 | 1921 | 1950 | 1980 | 2001 | 2017 | 2019 | 2022 | 2024 |